# Федеріко Мартіненго
Федеріко Мартіненго (італ. Federico Martinengo, 18 липня 1897, Рим - 9 вересня 1943, Тірренське море) — італійський адмірал та авіатор, учасник Першої та Другої світових воєн, нагороджений Золотою медаллю «За військову доблесть».

## Біографія

### Перша світова війна
Федеріко Мартіненго народився 18 липня 1897 року у Римі в шляхетній родині. Після закінчення ліцею у 1911 році вступив до Військово-морської академії в Ліворно. Ще будучи курсантом, брав участь в італійсько-турецькій війні. 25 травня 1915 року, на наступний день після вступу Італії у Першу світову війну, отримав звання гардемарина. Ніс службу на лінкорі «Конте ді Кавур», потім на транспорті «Трінкрія». 27 грудня того ж року отримав звання молодшого лейтенанта.
У 1916 році Федеріко Мартіненго вступив до авіаційної школи флоту в Таранто, після закінчення якої у вересні того ж року ніс службу на базі гідролітаків у Венеції. Згодом до серпня 1917 року командував 253-ю ескадрильєю, потім 256-ю, і зрештою 260-ю ескадрильєю в Отранто. У лютому 1918 року отримав звання лейтенанта.
За час війни здійснив численні вильоти, загалом збив 5 літаків противника, в тому числі 3 за один виліт. За участь у бойових діях був нагороджений Срібною медаллю «За військову доблесть» та хрестом «За військову доблесть».

### Міжвоєнний період
Після закінчення війни Федеріко Мартіненго очодив базу гідролітаків на острові Курцола. У 1927 році  отримав звання капітана III рангу, у 1932 році - капітана II рангу. Був призначений командувачем місії флоту в Тяньцзіні. Після повернення в Італію у 1933 році закінчив Інститут морської війни (італ. Instituto di Guerra Marittima) в Ліворно. У 1936 році отримав звання капітана I рангу і був призначений командувачем бази флоту на Леросі, потім командував крейсером «Муціо Аттендоло».

### Друга світова війна
Після вступу Італії у Другу світову війну 10 червня 1940 року Федеріко Мартіненго брав участь у битві біля Калабрії.
У жовтні того ж року був призначений начальником штабу Військово-морського департаменту в Таранто.
У 1942 році отримав звання контрадмірала. У 1943 році був призначений Вищого командування протичовнових сил.
На момент капітуляції Італії перебував у Ла-Спеції. Із наближенням німецьких загонів вирішив прориватись до портів під контролем союзників. Два торпедні човни («VAS 235» під командуванням Еудженіо Енке та «VAS 234» під командуванням Федеріко Мартіненго) покинули порт, але поблизу острова Горгона були перехоплені німецькими тральщиками «R212» і «R215». Після того, як італійці відмовились зупинитись, німці відкрили вогонь. Італійці у свою чергу теж відкрили вогонь, уразивши ворожі кораблі. Під час бою адмірал Федеріко Мартіненго був смертельно поранений, а «VAS 234» зазнав серозних пошкоджень, був залишений екіпажем і згодом вибухнув. «VAS 235» підібрав вцілілих моряків і зумів дістатись до Порто-Торрес. 
Федеріко Мартіненго посмертно був нагороджений Золотою медаллю «За військову доблесть».

## Вшанування
На честь Федеріко Мартіненго названа вулиця у Ф'юмічіно.
Також на честь Федеріко Мартіненго названий фрегат Federico Martinengo (F 596) типу FREMM, збудований у 2018 році.

## Нагороди
- Золота медаль «За військову доблесть»
- Срібна медаль «За військову доблесть» (двічі)
- Хрест «За військову доблесть»
- Кавалер Ордена Корони Італії
- Офіцер Ордена Корони Італії
- Кавалер Колоніального Ордена Зірки Італії